# 3 mars
3 mars är den 62:a dagen på året i den gregorianska kalendern (63:e under skottår). Det återstår 303 dagar av året.

## Återkommande bemärkelsedagar

### Nationaldagar
- Bulgariens nationaldag (till minne av självständigheten från Osmanska riket 1878)

### Festdagar
- Japan: Hinamatsuri (flickornas dag)
- Australien: Labour Day (arbetets dag; jämför första maj)

## Namnsdagar

### I den svenska almanackan
- Nuvarande – Gunborg och Gunvor
- Föregående i bokstavsordning
  - Gunborg – Namnet infördes på dagens datum 1901 och har funnits där sedan dess.
  - Gunbritt – Namnet infördes på dagens datum 1986, men utgick 1993.
  - Gunvald – Namnet har gått samma väg som Gunbritt genom att införas på dagens datum 1986, men utgå 1993.
  - Gunvor – Namnet infördes 1986 på 3 april. 1993 flyttades det till dagens datum och har funnits där sedan dess.
  - Kunigunda – Namnet fanns, till minne av den tysk-romerske kejsaren Henrik II:s hustru, som på 1000-talet grundade många kloster, på dagens datum fram till 1901, då det utgick.
- Föregående i kronologisk ordning
  - Före 1901 – Kunigunda
  - 1901–1985 – Gunborg
  - 1986–1992 – Gunborg, Gunbritt och Gunvald
  - 1993–2000 – Gunborg och Gunvor
  - Från 2001 – Gunborg och Gunvor
- Källor
  - Brylla, Eva (red.): Namnlängdsboken, Norstedts ordbok, Stockholm, 2000. ISBN 91-7227-204-X
  - af Klintberg, Bengt: Namnen i almanackan, Norstedts ordbok, Stockholm, 2001. ISBN 91-7227-292-9

### Finlandssvenska almanackan
- Nuvarande från 1929[1] – Torbjörn
- I föregående revideringar[a][2]
  - inga ändringar sedan 1929

## Händelser
- 468 – Sedan Hilarius har avlidit den 29 februari väljs Simplicius till påve.
- 1431 – Sedan Martin V har avlidit den 20 februari väljs Gabriele Condulmaro till påve och tar namnet Eugenius IV.
- 1538 – Den förre svenske riksföreståndaren Sten Sture den yngres son Svante Sture den yngre gifter sig med Märta Eriksdotter (Leijonhufvud), med vilken han med tiden får 15 barn.
- 1813 – Den franska ön Guadeloupe i Västindien, som är ockuperad av britterna sedan 1810, överlåts genom den så kallade Guadeloupeöverenskommelsen formellt till Sverige, som kompensation för de eventuella egendomsförluster som den nyvalde svenske kronprinsen Karl (XIV) Johan kan tänkas lida, eftersom han har varit fransk marskalk, men nu övergått till den franske kejsaren Napoleon I:s fiender. Under de 15 månader, som ön är svensk koloni hinner svenskarna dock inte ta ön i besittning, trots att en expedition utrustas för ändamålet. Genom freden i Paris den 30 maj 1814 återlämnar Sverige ön till Frankrike mot att kungahuset får 24 miljoner franc. Då denna summa 1815 används för att betala av på den svenska statsskulden får kungahuset istället räntan på pengarna som en del i apanaget. Detta kvarstår fram till 1983, då denna särskilda räntefond avskaffas och istället blir en del av det allmänna apanaget, som då höjs något.
- 1845 – Florida blir den 27:e delstaten som upptas i den amerikanska unionen.[3]
- 1857 – Frankrike och Storbritannien förklarar formellt krig mot Kina i det andra opiumkriget, som i praktiken har utbrutit redan året innan. Kriget leder till att Kina erkänner britternas besittning av Hongkong (som de i praktiken har innehaft sedan första opiumkriget femton år tidigare) och att Ryssland erövrar kinesiska landområden vid Stilla havet.
- 1875
  - Den franske kompositören Georges Bizets opera Carmen har urpremiär i Paris, men får ett svalt mottagande av publiken, eftersom den socialrealistiska miljön i föreställningen är ny inom operan. Numera är det en av världens mest kända operor.
  - Världens första ishockeymatch inomhus spelas i Montréal i Kanada.
- 1918 – Ryssland sluter freden i Brest-Litovsk med sina fiender i första världskriget Kejsardömet Tyskland, Österrike-Ungern, Bulgarien och Osmanska riket. Därmed tar striderna på östfronten slut och Tyskland kan omdirigera trupperna därifrån till västfronten, där kriget kommer att pågå i ytterligare lite mer än ett halvår (till 11 november).
- 1923 – Den amerikanska tidskriften Time utkommer för första gången. Tillsammans med Newsweek anses den idag vara ett av världens viktigaste nyhetsmagasin.
- 1940 – Den kommunistiska svenska tidningen Norrskensflammans redaktionshus i Luleå blir totalförstört i en anlagd brand, varvid tre vuxna och två barn omkommer och ytterligare fem personer skadas. I april häktas sju personer för dådet, vilka sedermera alla döms till mångåriga straffarbetsstraff, dock inte för mordbrand, utan skadegörelse. En av de dömda avlider snart på Långholmens fängelse i Stockholm, medan de övriga benådas 1944.
- 1950 – Den polska regeringen tillkännager att den tänker utvisa alla tyskar ur landet, fem år efter andra världskrigets slut. Tusentals tyskar har sedan krigsslutet redan frivilligt lämnat eller blivit utvisade från Polen, men samtliga tyskar kommer inte att utvisas. Året därpå upphör utvisningarna och de tyskar, som därefter lämnar Polen gör det på frivillig grund.
- 1974 – Ett flygplan tillhörande Turkish Airlines (Turkish Airlines Flight 981) av typen McDonnell Douglas DC-10 havererar i Ermenonville utanför Paris, varvid samtliga 346 personer ombord omkommer.
- 1986 – Den så kallade Waldheimaffären inleds då den österrikiska tidningen Profil börjar göra avslöjanden om förbundspresidentkandidaten och förre FN-generalsekreteraren Kurt Waldheims förflutna under Österrikes tid som tysk delstat under nazisttiden (1938–1945). Waldheim anklagas för att ha varit nazist och för krigsförbrytelser på Balkan och även om det inte framkommer några bevis lägger affären en skugga över hela hans ämbetsperiod som president 1986–1992.
- 1997 – Tv-tornet Sky Tower i den nyzeeländska staden Auckland invigs och blir med sina 328 meter den högsta fristående byggnaden på södra halvklotet, vilket den är än idag (2025).
- 1999 – Peter Forsberg gör 3 mål och 3 assister för en total poäng på 6 för Colorado, under en match där de även vinner matchen efter att ha legat under med 5-0.
- 2005 – Burt Rutans flygplan Virgin Atlantic GlobalFlyer landar vid startplatsen i Salina i Kansas efter att piloten Steve Fossett sedan 28 februari med det har genomfört världens första ensamflygning jorden runt utan mellanlandning och tankning.
- 2021 – En man med yxa attackerar ett flertal personer i Vetlanda. Sju personer skadas varav tre personer på morgonen den 4 mars 2021 uppgavs vara i kritiskt tillstånd. Samtliga överlever dock.

## Födda
- 1756 – William Godwin, brittisk filosof, samhällskritiker och författare
- 1770 – Johan Wilhelm Palmstruch, svensk tecknare och gravör
- 1788 – William Carroll, amerikansk politiker, guvernör i Tennessee 1821–1827 och 1829–1835
- 1826 – Joseph Wharton, amerikansk affärsman
- 1831 – Daniel Gould Fowle, amerikansk demokratisk politiker och jurist, guvernör i North Carolina 1889–1891
- 1844 – Leonard Bygdén, svensk överbibliotekarie vid universitetsbiblioteket Carolina Rediviva i Uppsala 1904–1911
- 1845 – Georg Cantor, tysk matematiker
- 1847 – Alexander Graham Bell, brittisk-amerikansk dövlärare och uppfinnare av mikrofonen och telefonen
- 1848 – Frank McLaury, amerikansk cowboy och revolverman
- 1850 – Martin N. Johnson, amerikansk republikansk politiker, senator för North Dakota 1909
- 1863 – Arthur Machen, brittisk författare
- 1865 – Algot Sandberg, svensk skådespelare, författare, journalist, dramaturg och tidningsman
- 1869 – William M. Calder, amerikansk republikansk politiker, senator för New York 1917–1923
- 1874 – Henry Stanley Plummer, amerikansk invärtesläkare och endokrinolog
- 1882 – Charles Ponzi, italiensk-amerikansk svindlare och bedragare, som har fått bedrägeritypen Ponzibedrägeri uppkallad efter sig
- 1895 – Matthew Ridgway, amerikansk general
- 1900
  - Edna Best, brittisk skådespelare
  - Fritz Rotter, österrikisk sångtextförfattare, manusförfattare och kompositör
  - Heinrich Willi, schweizisk barnläkare
- 1906 – Artur Lundkvist, svensk författare och litteraturkritiker, ledamot av Svenska Akademien 1968–1991
- 1911 – Jean Harlow, amerikansk skådespelare
- 1914 – Asger Jorn, dansk konstnär
- 1916 – Paul Halmos, ungersk-amerikansk matematiker
- 1918 – Arthur Kornberg, amerikansk biokemist, mottagare av Nobelpriset i fysiologi eller medicin 1959
- 1919 – Göte Arnbring, svensk skådespelare och dansare
- 1920 – James Doohan, kanadensisk skådespelare och författare
- 1921 – Diana Barrymore, amerikansk skådespelerska
- 1922 – Nándor Hidegkuti, ungersk fotbollsspelare
- 1924 – Tomiichi Murayama, japansk politiker, Japans premiärminister 1994–1996
- 1934 – Hans Hollein, österrikisk arkitekt
- 1936 – Georg Andersson, svensk socialdemokratisk politiker, Sveriges kommunikationsminister 1989–1991, landshövding i Västerbottens län 1995–2001
- 1942 – Björn Gedda, svensk skådespelare
- 1946 – Mike Wood, brittisk parlamentsledamot för Labour
- 1949 – Gloria Hendry, amerikansk skådespelare
- 1953 – Christer Lindarw, svensk klädformgivare och dragshowartist
- 1955 – Siv Pettersson, svensk sångare
- 1957 – Themis Bazaka, grekisk skådespelare
- 1958 – Miranda Richardson, brittisk skådespelare
- 1962 – Jackie Joyner-Kersee, amerikansk friidrottare
- 1965 – Johannes Runeborg, svensk animatör, filmcensor, copywriter, filmjournalist och regissör
- 1966 – Timo Tolkki, finländsk musiker, gitarrist i powermetal-bandet Stratovarius
- 1969 – Per Lidén, svensk kompositör, sångtextförfattare och musiker, medlem i gruppen Da Buzz
- 1973 – Xavier Bettel, luxemburgsk politiker, Luxemburgs premiärminister 2013–2023
- 1974 – Dea Norberg, svensk sångare
- 1977
  - Ronan Keating, irländsk popsångare och låtskrivare, medlem i gruppen Boyzone
  - Stéphane Robidas, kanadensisk ishockeyspelare
- 1978 – Nicolas Kiesa, dansk racerförare
- 1981 – Bryan Steil, amerikansk politiker
- 1982 – Jessica Biel, amerikansk skådespelare
- 1984
  - Mike Gallagher, amerikansk politiker
  - Aleksandr Siomin, rysk ishockeyspelare
- 1985 – Nathalie Kelley, australisk skådespelare
- 1987
  - Elnur Hüseynov, azerbajdzjansk sångare
  - Kasia Moś, polsk sångare och låtskrivare
- 1989 – Kian Hansen, dansk fotbollsspelare
- 1991 – Sebastian Wännström, svensk ishockeyspelare
- 1992 – Johan Palm, svensk sångare
- 1993 – Karl Holmberg, svensk fotbollsspelare

## Avlidna
- 561 – Pelagius I, påve sedan 556 (död denna eller nästa dag)
- 1277 – Folke Johansson (Ängel), svensk kyrkoman, ärkebiskop i Uppsala stift sedan 1274
- 1554 – Johan Fredrik I, 50, kurfurste av Sachsen 1532–1547 och hertig av detsamma sedan 1547
- 1703 – Robert Hooke, 67, engelsk naturforskare och uppfinnare
- 1706 – Johann Pachelbel, 52, tysk kompositör
- 1707 – Aurangzeb, 88, indisk stormogul sedan 1658
- 1792 – Robert Adam, 63, brittisk arkitekt, inredningsarkitekt och möbelformgivare
- 1804 – Giovanni Domenico Tiepolo, 76, italiensk målare
- 1855
  - Jacques-Charles Dupont de l'Eure, 88, fransk advokat och statsman, president i franska republikens provisoriska regering 24 februari–9 maj 1848
  - James Sevier Conway, 56, amerikansk demokratisk politiker, guvernör i Arkansas 1836–1840
- 1869 – James Guthrie, 76, amerikansk demokratisk politiker, USA:s finansminister 1853–1857
- 1906 – Jim Hogg, 54, amerikansk demokratisk politiker, guvernör i Texas 1891–1895
- 1945
  - Johnny Björkman, 54, svensk skådespelare, köpman, handelsresande och disponent
  - William M. Calder, 76, amerikansk republikansk politiker, senator för New York 1917–1923
- 1948 – Thomas H. Moodie, 69, amerikansk demokratisk politiker, guvernör i North Dakota 1935
- 1959 – Lou Costello, 53, amerikansk skådespelare och komiker
- 1961 – Paul Wittgenstein, 73, österrikisk pianist
- 1966 – Gustav Wally, 60, svensk dansör, skådespelare, revyaktör, regissör och teaterchef
- 1971 – Birger Lensander, 62, svensk skådespelare
- 1973 – Guy Gillette, 94, amerikansk demokratisk politiker, senator för Iowa 1936–1945 och 1949–1955
- 1979 – Mustafa Barzani, 75, kurdisk politiker
- 1980 – Forrest C. Donnell, 95, amerikansk republikansk politiker, guvernör i Missouri 1941–1945 och senator för samma delstat 1945–1951
- 1983
  - Arthur Koestler, 77, ungersk-brittisk författare och journalist
  - Georges Remi, 75, belgisk serietecknare med pseudonymen Hergé, mest känd för seriefiguren Tintin
- 1987 – Danny Kaye, 76, amerikansk komiker, sångare och skådespelare
- 1992
  - Lella Lombardi, 50, italiensk racerförare
  - Robert Beatty, 82, kanadensisk skådespelare
- 1994 – Lars Widding, 69, svensk journalist och författare
- 1999 – Gerhard Herzberg, 94, tysk-kanadensisk kemist och fysiker, mottagare av Nobelpriset i kemi 1971
- 2003 – Kenneth Gustafsson, 54, svensk sångare och missbrukare, känd som Kenta i dokumentärserien Dom kallar oss mods
- 2006
  - Krzysztof Kołbasiuk, 53, polsk skådespelare
  - Sissi Kaiser, 81, svensk skådespelare
  - Cleo Jensen, 84, dansk sångare och skådespelare
- 2007 – Osvaldo Cavandoli, 87, italiensk tecknare med pseudonymen Cava, känd för de tecknade kortfilmerna om Linus på linjen
- 2008 – Taichirō Hirokawa, 68, japansk röstskådespelare och berättare
- 2009
  - Sydney Earl Chaplin, 82, amerikansk skådespelare, son till Charlie Chaplin
  - Åke Lindman, 81, finländsk skådespelare, regissör och fotbollsspelare
- 2010 – Michael Foot, 96, brittisk labourpolitiker, partiledare för Labour 1980–1983
- 2011
  - Lasse Eriksson, 61, svensk artist, författare och idéhistoriker
  - James L. Elliot, 67, amerikansk astronom vars forskarlag upptäckte planeten Uranus ringar
  - Allan Louisy, 94, luciansk politiker, Saint Lucias premiärminister 1979–1981
- 2012
  - Steve Bridges, 48, amerikansk komiker och imitatör
  - Leonardo Cimino, 94, amerikansk skådespelare
  - Ronnie Montrose, 64, amerikansk rockgitarrist
- 2013 – Luis Cubilla, 72, uruguayansk fotbollsspelare
- 2014
  - Curt Boström, 87, svensk socialdemokratisk politiker, Sveriges kommunikationsminister 1982–1985, landshövding i Norrbottens län 1985–1991
  - William Pogue, 84, amerikansk astronaut
- 2016 – Berta Cáceres, 42, honduransk miljöaktivist
- 2018
  - Roger Bannister, 88, brittisk löpare och akademiker
  - Kenneth Gärdestad, 69, svensk sångtextförfattare och arkitekt
- 2023 – Kenzaburo Oe, 88, japansk författare, mottagare av Nobelpriset i litteratur 1994
- 2025 – Lincoln Díaz-Balart, 70, kubansk-amerikansk politiker